# Acropyga indosinensis
Acropyga indosinensis é uma espécie de formiga do gênero Acropyga, pertencente à subfamília Formicinae.